# El pozo de la soledad
El pozo de la soledad (en la versión original The Well of Loneliness) es una novela de temática lésbica del año 1928, escrita por la autora Marguerite Radclyffe Hall. Esta novela trata de la vida de Stephen Mary Olivia Gertrude Gordon, una mujer inglesa de clase social alta cuya homosexualidad (inversión sexual en la novela) se evidencia a una edad temprana. La protagonista encuentra el amor en la figura de Mary Llewellyn, a quien conoce mientras trabaja como conductora de una ambulancia durante la Primera Guerra Mundial. Sin embargo, la felicidad de la pareja se ve afectada por el aislamiento y el rechazo social, que Hall describe como un efecto debilitador sobre su amor. La novela retrata la homosexualidad como algo natural, una condición otorgada por Dios, y hace una súplica explícita: “Concédenos también [a nosotros] el derecho a existir”.
El libro se convirtió en objeto de una intensa campaña en su contra por parte del editor del diario Sunday Express, quien escribió: “Preferiría darle a un chico o a una chica saludable una botella de ácido prúsico antes que publicar esta novela”. Aunque, en teoría, su única escena de sexo consiste en las palabras: “y esa noche no estuvieron divididas”, una corte británica lo juzgó obsceno porque defendía “prácticas antinaturales entre mujeres”. En los Estados Unidos, el libro superó batallas legales en el estado de Nueva York y en la aduana.
La publicidad que dichos conflictos legales dieron a El pozo incrementaron la visibilidad pública de las lesbianas en la cultura británica y norteamericana. Esta novela fue, durante décadas, la más conocida de temática lésbica en inglés y, a menudo, la principal fuente de información sobre homosexualidad femenina que las lesbianas jóvenes podían encontrar. Las opiniones de las lectoras homosexuales estuvieron divididas: algunas han valorado positivamente esta obra, mientras que otras la han criticado debido a las expresiones de autorrechazo por parte de Stephen, expresiones que podían interpretarse como una forma de mostrar que la homosexualidad era algo vergonzoso. El papel de la novela al promover imágenes de lesbianas masculinas o travestidas ha sido controvertido. Incluso actualmente algunos críticos discuten si debe verse a Stephen como a un hombre transexual. La forma en la que la novela aborda el tratamiento de la sexualidad y el género continúa inspirando análisis y debates.

## Historia
En 1926, Radclyffe Hall estaba en la cima de su carrera. Su novela Adam’s Breed, sobre el despertar espiritual de un camarero italiano, se convirtió en un éxito de ventas; pronto Hall ganaría el Prix Femina y el premio James Tait Black. La novelista había planeado durante largo tiempo escribir un libro acerca de la entonces llamada inversión sexual, y este era el momento preciso para que su reputación le permitiera dar a conocer su trabajo a un mayor número de lectores. Como estaba al tanto de que se arriesgaba al escándalo y al “naufragio de toda su carrera literaria”, buscó y recibió el apoyo de su compañera sentimental, Una Troubridge, antes de empezar la novela. Sus metas eran tanto sociales como políticas; quería terminar con el silencio público acerca de la homosexualidad y generar un "sentimiento más tolerante", así como también "estimular a todas las clases de invertidos a hacer el bien a través del trabajo duro... y una vida sobria y útil".
En abril de 1928, Marguerite Radclyffe Hall le dijo a su editor que el nuevo libro requeriría un completo compromiso por parte de este último, y que ella no permitiría que se cambiase ni una sola palabra: "Puse mi pluma al servicio de las personas más perseguidas e incomprendidas en el mundo… Por lo que sé, nunca antes se había intentado nada así en la ficción”.

## Sinopsis
La protagonista del libro, Stephen Gordon, nace a finales de la época victoriana en un hogar de clase alta en Worcestershire. Sus padres, quienes esperaban un hijo varón, deciden bautizarla con el nombre masculino que ya habían elegido. Ya al nacer la describen como físicamente extraña: “una criatura de hombros anchos y caderas estrechas que parecía un renacuajo”. De niña odiaba los vestidos, quería llevar el cabello corto y deseaba ser un chico. A los siete años se enamora de Collins, una empleada doméstica de su casa, y sufre un fuerte varapalo emocional cuando la ve besándose con un lacayo.
El padre de Stephen, Sir Phillip, deposita todo su cariño en ella e intenta entenderla a través de la lectura de los escritos de Karl Heinrich Ulrichs, el primer autor moderno que propuso una teoría acerca de la homosexualidad. Pero Sir Phillip no comparte con nadie sus hallazgos. La madre de Stephen, Lady Anna, se muestra distante con ella, a la que ve como una “reproducción imperfecta, indigna, defectuosa” de Sir Phillip. A los 18 años, Stephen crea profundos lazos de amistad con un hombre canadiense, Martin Hallam, pero se horroriza cuando él le declara su amor. En el invierno siguiente, la caída de un árbol hiere a Sir Phillip; en el último momento de su vida intenta explicarle a Anna que Stephen es una invertida, pero muere sin poder hacerlo.
Stephen comienza a vestirse únicamente con ropas de hombre. A los veintiún años se enamora de Angela Crossby, la esposa norteamericana de un nuevo vecino. Angela usa a Stephen como su “remedio contra el aburrimiento”, permitiéndole “unos cuantos besos de colegialas”. Cuando Stephen descubre que Angela mantiene otro romance con un hombre, Angela, adelantándose a la reacción de su marido, le muestra a este una carta de Stephen. Su marido se la reenvía a la madre de Stephen. Lady Anna acusa a Stephen de tener “el descaro de usar la palabra amor para describir esta... estas ansias repulsivas y antinaturales de tu mente desequilibrada y de tu indisciplinado cuerpo”. Stephen responde: “como mi padre te amó, así he amado yo... Y ha sido un sentimiento puro, puro y bueno; mil veces hubiera dado gustosa la vida por Angela Crossby”. Después de decir esto, Stephen se dirige al estudio de su padre y por primera vez abre la biblioteca que ha permanecido cerrada desde su muerte. Allí encuentra un libro de Krafft-Ebing — los críticos creen que es Psychopathia Sexualis, un texto acerca de la homosexualidad y las parafilias — y, al leerlo, comprende que ella es una invertida.
Stephen se muda a Londres y escribe una novela que es muy bien recibida. Su segunda novela tiene menos éxito, y su amigo el dramaturgo Jonathan Brockett, quien también es homosexual, la impulsa a viajar a París para mejorar su forma de escribir por medio de las nuevas experiencias que le otorgaría esa ciudad. Allí Stephen hace su primer y breve contacto con la cultura invertida urbana, conociendo a Valérie Seymour, anfitriona de un salón y también lesbiana. Durante la Primera Guerra Mundial, Stephen se une a una unidad ambulatoria, sirve posteriormente en el frente de batalla y se hace merecedora de una importante condecoración: la Croix de Guerre. Allí se enamora de una joven compañera de trabajo, Mary Llewellyn, quien se va a vivir con Stephen una vez que la guerra ha terminado. Al principio son felices, pero Mary comienza a sentirse sola cuando Stephen retoma su afición de escribir. Rechazada por la buena sociedad, Mary se arroja a la vida nocturna homosexual de París. Stephen cree que Mary está endureciéndose y que se siente amargada, y se cree incapaz de proporcionarle una existencia “más completa y normal”.
Martin Hallam, que ahora vive en París, retoma su vieja amistad con Stephen. Al mismo tiempo, se enamora de Mary. Stephen, convencida de que no puede hacer feliz a su amada, simula tener un romance con Valérie Seymour para conducir a Mary a los brazos de Martin. La novela termina cuando Stephen suplica a Dios: “¡Concédenos también el derecho a existir!”.

### La subcultura homosexual en París

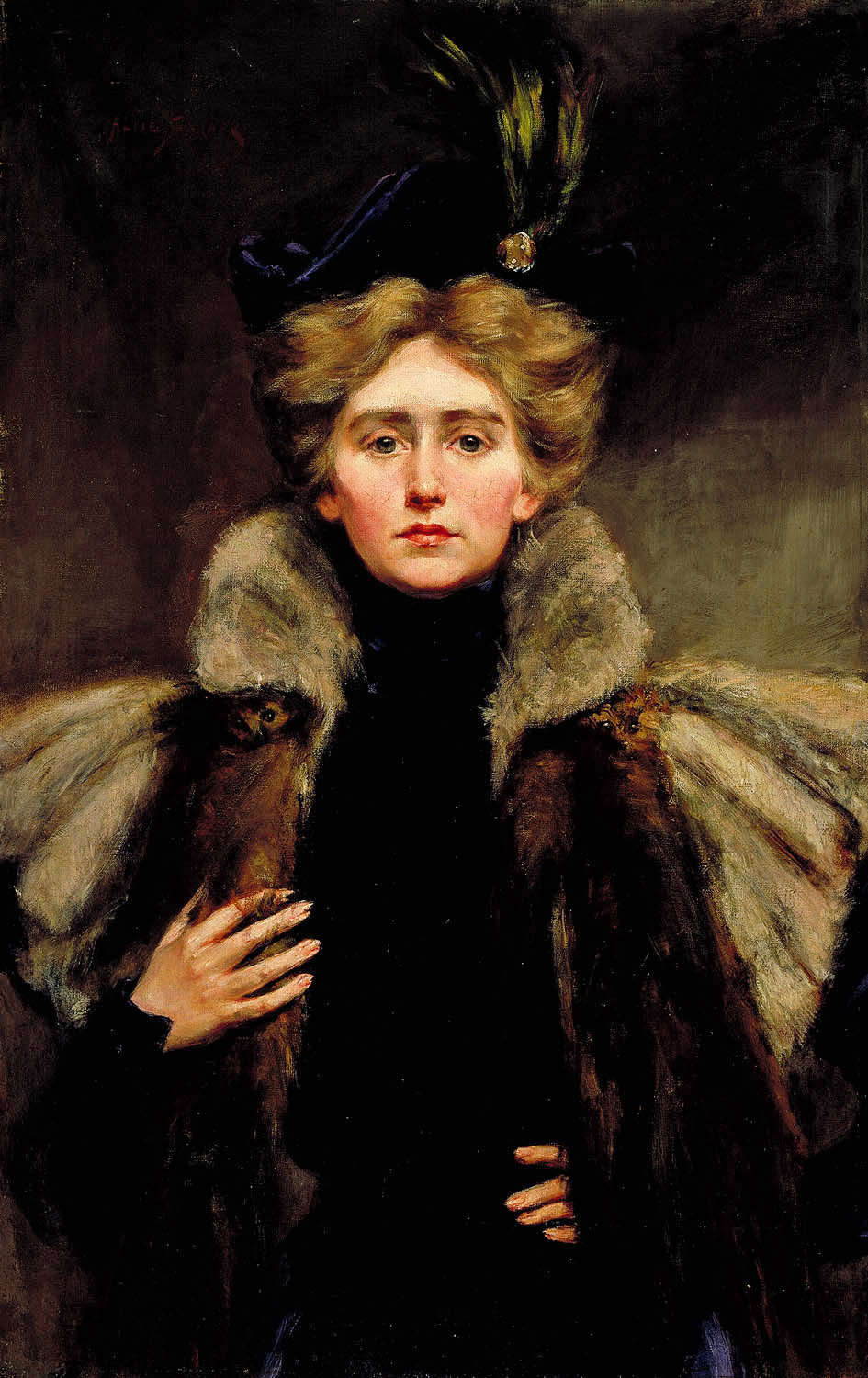
Retrato de Natalie Barney, la mujer que inspiró el personaje de Valérie Seymour

### Sexología

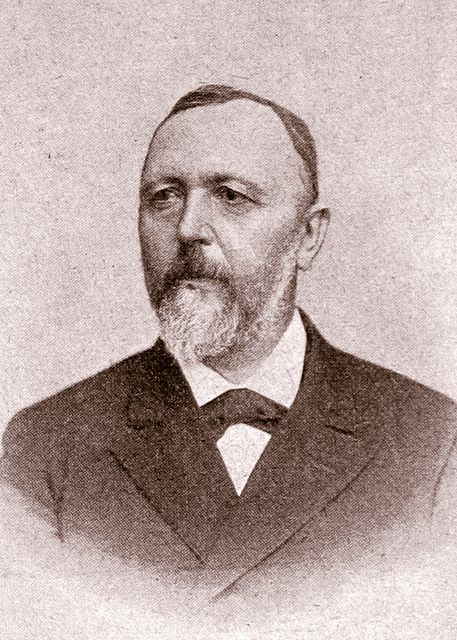
Richard von Krafft-Ebing, autor de Psychopathia Sexualis

#### Respuesta

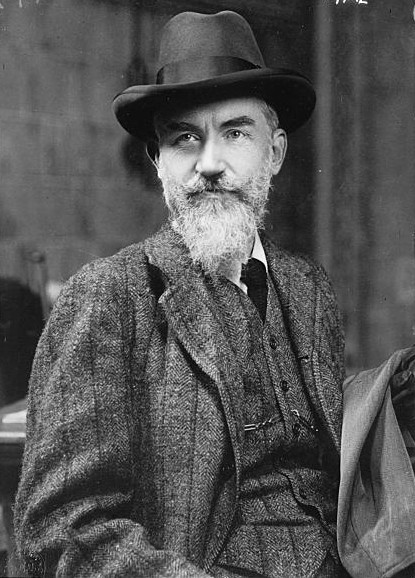
El escritor George Bernard Shaw